# NGC 3384
NGC 3371 = NGC 3384 ist eine Linsenförmige Galaxie vom Hubble-Typ SB0 im Sternbild Löwe auf der Ekliptik. Sie ist schätzungsweise 37 Millionen Lichtjahre von der Milchstraße entfernt.
NGC 3384 findet sich zusammen mit Messier 105 und NGC 3389 im selben Himmelsareal und bilden dort ein optisches Tripel. Während es sich bei NGC 3389 um ein Hintergrundobjekt in etwa doppelter Entfernung handelt, gehören die beiden anderen Galaxien zur 30 bis 35 Millionen Lichtjahre entfernten Leo-Gruppe. Für NGC 3384 wird ein Durchmesser von etwa 55.000 Lichtjahren angenommen.
Das Objekt wurde am 11. März 1784 von Wilhelm Herschel entdeckt. Wahrscheinlich bezieht sich der Katalogeintrag NGC 3371, der auf eine Beobachtung von John Herschel vom 23. März 1830 zurückgeht, ebenfalls auf diese Galaxie.